# Silla Levin
Sylvia "Silla" Levin, tidigare Öberg, född 27 mars 1971, är en svensk art director och vd för Forsman & Bodenfors
Levin växte upp i Vänersborg och startade en mindre reklambyrå där. Därefter utbildade hon sig på Beckmans och fick jobb på Paradiset DDB år 1996. År 2001 följde hon med Paradisets kreative ledare Joakim Jonason till London för att arbeta på hans kortlivade byrå Cave Anholt Jonason.
Senare under 2001 anställdes hon av Forsman & Bodenfors, där hon skulle komma att stanna. På Forsman & Bodenfors gjorde hon bland annat en kampanj för Socialdepartementets Projekt Flicka som vann både guldägg och ett internationellt pris.
Hösten 2017 blev Levin vd för Forsman & Bodenfors. Efter en sammanslagning 2018 är hon vd för den svenska verksamheten.
Levin lämnade Forsman & Bodenfors våren 2021 efter tjugo år på byrån. Istället var hon från hösten 2021 vd för designbyrån Kurppa Hosk.
År 2014 vann hon reklambranschens hederspris Platinaägget.